# Dundee (Oregon)
Dundee is een plaats (city) in de Amerikaanse staat Oregon, en valt bestuurlijk gezien onder Yamhill County.

## Demografie
Bij de volkstelling in 2000 werd het aantal inwoners vastgesteld op 2598. In 2006 is het aantal inwoners door het United States Census Bureau geschat op 3050, een stijging van 452 (17,4%).

## Geografie
Volgens het United States Census Bureau beslaat de plaats een oppervlakte van 3,6 km², waarvan 3,5 km² land en 0,1 km² water. Dundee ligt op ongeveer 87 m boven zeeniveau.

## Plaatsen in de nabije omgeving
De onderstaande figuur toont nabijgelegen plaatsen in een straal van 16 km rond Dundee.